# Boyd (Wisconsin)
Boyd – wieś w Stanach Zjednoczonych, w stanie Wisconsin, w hrabstwie Chippewa.